# 馮汝弼
馮汝弼（1499年—1577年），字惟良，號祐山，浙江嘉興府平湖縣人，明朝政治人物，嘉靖壬辰進士。

## 生平
嘉靖十年（1531年）由縣學生中式浙江鄉試第三十五名舉人，嘉靖十一年（1532年）聯捷壬辰科会试第十名，三甲十八名進士。吏部观政，授行人司行人。十四年改工科給事中。巡视光禄寺、盔甲厂，劾宦官張時等侵吞公物，張時等下獄。後又上書劾吏部尚書汪鋐徇私，汪被罷官，馮汝弼亦謫潛山縣縣丞。任內纂成首部縣誌。十六年升常熟縣知縣，调任餘干縣，二十二年（1543年）升太倉州知州，二十三年升揚州府同知，因与御史政見不合，辞官歸里。萬曆元年（1573年）以子馮敏功貴封中憲大夫、山東按察司副使，萬曆五年卒，享年七十九。

## 家族
曾祖馮宗衍；祖馮澄；父馮俊，字居易，舉人、垣曲、馆陶教谕、遂平知縣，贈参政；母胡氏，淑人。永感下，妻屠氏，兄汝翼；汝明；汝聴，弟汝賢。子馮敏功（參政贈太僕卿）；敏勛（生員）；敏効（監生）。孫伯禎（監生）；伯禋（舉人）；伯禮（監生）。洪教（曾孫 生員）；洪業（曾孫 生員）；洪敦（曾孫 廩生）；洪斆（曾孫）；洪孚（曾孫）；洪孜（曾孫）。
初娶屠恭人，太保康僖公屠勳侄女，生子冯敏功，進士，次敏勋，早卒，次敏效。繼娶徐恭人。

## 著作
有《補備遺錄》1卷，记建文時事；《佑山文集》十卷，詩集四卷，另有《佑山雜說》，《三蘇文纂史案》等。